# João Paulo Borges Coelho
João Paulo Constantino Borges Coelho (Porto, 1955) és un historiador i escriptor moçambiquès.

## Biografia
Nascut a Portugal, el seu pare era transmontano i de mare moçambiquesa, aviat va anar a viure amb els seus pares a Moçambic, i el 1975 adquiriria la nacionalitat d'aquest país.
Va estudiar a Moçambic, assistint a la Pêro de Anaia a Beira, i posteriorment va obtenir un doctorat en Història Econòmica i Social a la Universitat de Bradford (Regne Unit) i una llicenciatura en Història per la Universitat Eduardo Mondlane de Maputo a Moçambic.
Sobretot, João Paulo Borges Coelho és un historiador. És professor Història Contemporània de Moçambic i Àfrica Austral a la Universitat Eduardo Mondlane, a Maputo, i, com a professor convidat, al Màster en Història d'Àfrica a la Facultat d'Arts de la Universitat de Lisboa. S'ha dedicat a la investigació de guerres colonials i de la guerra civil de Moçambic, després d'haver publicat diversos textos acadèmics a Moçambic, Portugal, Regne Unit, Espanya  i el Canadà.
Com a escriptor de ficció el 2003 va publicar As Duas Sombras do Rio. En 2005 va guanyar el Premi José Craveirinha de Literatura amb As Visitas do Dr. Valdez, i en 2006 novament amb Crónica da Rua 513.2. El 13 d'octubre de 2009 fou guardonat amb el Premi Leya, amb la narració O Olho de Hertzog. En 2012 fou nomenat doctor honoris causa per la Universitat d'Aveiro.

## Obres

### Còmics
- Akapwitchi Akaporo. Armas e Escravos, Maputo, Ed. do Instituto Nacional do Livro e do Disco, 1981.
- No Tempo do Farelahi, Maputo, Ed. do Instituto Nacional do Livro e do Disco, 1984 (o autor assina apenas João Paulo)

### Narració i novel·la
- As Duas Sombras do Rio, Editorial Caminho, 2003, ISBN 972-21-1552-9.
- As Visitas do Dr. Valdez, Editorial Caminho, 2004, ISBN 972-21-1641-X.
- Índicos Indícios I. Setentrião, Editorial Caminho, 2005.
- Índicos Indícios II. Meridião, Editorial Caminho, 2005.
- Crónica da Rua 513.2, Editorial Caminho, 2006, ISBN 972-21-1781-5
- Campo de Trânsito, Editorial Caminho, 2007.
- Hinyambaan, Editorial Caminho, 2008, ISBN 972-21-1972-9.
- O Olho de Hertzog, LeYa, 2010, ISBN 978-989-660-039-6.
- Cidade dos Espelhos, Editorial Caminho, 2011, ISBN 978-972-212-398-3.